# MAGIC SINGLES
『MAGIC SINGLES』（マジック・シングルズ）はMAGIC3枚目のベスト・アルバム。1997年7月24日にメルダックから発売。

## 内容
メルダック在籍時シングルとライブで演奏してきたC/Wを中心に収録。1〜11及び16は2006年リリースの『MAGIC SUPER BEST』と同内容。

## 収録曲
1. STREET ANGEL（3：55）[1]
作詞：上澤津孝
作曲：久米浩司
編曲：MAGIC
2. ブラッディ・マリーの夜（3：38）[1]
作詞：上澤津孝
作曲：山口憲一
編曲：MAGIC
3. さらば青春の光（3：36）[1]
作詞：すぎやまこうたろう
作曲：山口憲一
編曲：魚海洋司・MAGIC
4. GOLDEN SUMMER（3：08）[1]
作詞：船橋孝樹
作曲：久米浩司・魚海洋司
編曲：魚海洋司・MAGIC
5. 東京バーニング・タウン（2：53）[1]
作詞：船橋孝樹
作曲：山口憲一・久米浩司・魚海洋司
編曲：魚海洋司・MAGIC
6. 天使のジェラシー（3：55）[1]
作詞：船橋孝樹
作曲：久米浩司・魚海洋司
編曲：魚海洋司・MAGIC
7. マリアのように抱きしめてくれ（2：50）[1]
作詞：上澤津孝
作曲：山口憲一・久米浩司
編曲：MAGIC
8. あの夏が聴こえてくる（3：55）[1]
作詞：小田佳奈子
作曲・編曲：織田哲郎
9. Summer Rose（4：16）[1]
作詞：松井五郎
作曲・編曲：魚海洋司
10. パステルカラーに染めてくれ（4：18）[1]
作詞：上澤津孝・松井五郎
作曲・編曲：織田哲郎
11. STAND UP, BOY（3：52）[1]
作詞：竜真知子
作曲・編曲：NOBODY
12. ライ麦畑でつかまえて～第27章～（3：55）[1]
作詞：上澤津孝
作曲：山口憲一
編曲：MAGIC
13. 奇跡のfall in love（3：12）[1]
作詞：上澤津孝
作曲：山口憲一
編曲：MAGIC
14. LAST HERO（3：44）[1]
作詞：上澤津孝
作曲：谷田部憲昭
編曲：織田哲郎
15. STREET ANGEL II（3：06）[1]
作詞：上澤津孝
作曲・編曲：織田哲郎
16. Magic〜俺たちのGlory days〜（6：14）[1]
作詞・作曲：上澤津孝
編曲：織田哲郎